# 척과 친구들의 모험
《척과 친구들의 모험》(The Adventures of Chuck and Friends)은 2010년부터 2012년까지 방송된 미국과 캐나다의 미취학 아동 대상 텔레비전 애니메이션이다.

## 등장 캐릭터
- 척 (성우: 개브리엘 잠마리아)
- 핸디 (성우: 개브리엘 줄리아니)
- 부머 (성우: 스테이시 디패스)
- 디거 (성우: 파브리지오 필리포)
- 빅스 (성우: 조앤 배니콜라)
- 소쿠 (성우: 데일 임, 로리 엘리엇)

## 에피소드
| 시즌 | 시즌 | 회수 | 방송 날짜        | 방송 날짜       |
| 시즌 | 시즌 | 회수 | 시즌 시작        | 시즌 종료       |
| ---- | ---- | ---- | ---------------- | --------------- |
|      | 1    | 52   | 2010년 10월 15일 | 2011년 6월 24일 |
|      | 2    | 25   | 2011년 9월 12일  | 2012년 1월 9일  |